# 盈江薯蓣
盈江薯蓣（学名：Dioscorea wallichii）为薯蓣科薯蓣属的植物。分布在孟加拉、马来西亚、泰国、缅甸、印度以及中国大陆的云南省等地，生长于海拔950米至1,250米的地区，多生长于山坡林下，目前尚未由人工引种栽培。